# 石抹卞
石抹卞，本名阿魯古列。金国军事人物。

## 传记
天會末，完颜宗弼任右監軍，把卞召至帳下。为父亲守丧，这时完颜宗磐任太師，完颜撻懶任左副元帥，人们爭附他们，派人召卞，卞不去。等到宗磐、撻懶都因罪被誅，人们赞扬他有见识。宗弼又攻取河南，與宋人在潁州交戰，漢軍稍微退后，卞身受七創，率领勇士十余騎奮擊，打败了宋军。等到宋称臣的时候，宗弼選曾经有功勞者一起入朝，授卞忠勇校尉。遷宣武將軍，任河間少尹。察廉，升遂州刺史，改壽州刺史，再改唐州刺史。为母亲守丧离任，丧期未满启用为唐州刺史。完颜亮伐宋，卞為武毅軍都總管，由另一条路進兵。遇到宋伏兵數百人，派三十騎擊敗他们，于是攻下信陽軍及羅山縣。到达蔣州，宋守將棄城逃跑，于是夺取这座城。不久，軍士都想逃歸，闌子山猛安勾結漢軍三猛安謀克劫持卞還，安置在獎水旁。卞乃暗中約漢軍將吏乘夜掩殺闌子山猛安，重新领导他的军队。大定二年（1162年），任鄭州防禦使，以本官領行軍萬戶伐宋。遷武勝軍節度使。宋人請和，第二年，有水牛數百頭自淮南逃入州境，僚佐想把水牛收充官用，卞不同意，又驱赶回淮河還之。遷河南尹，轉西南路招討使，改任大名尹。大名地区盜贼很多，然而城郭不完全，卞請修大名城。奏请得到了批准。城修成后，盜賊无计可施。调任臨洮尹。死于任上，年六十三岁。

## 家庭
五代祖：王五，遼駙馬都尉。
父：五斤，任群牧使

## 轶事
- 群牧使五斤跟随睿宗行秋山仪，石抹卞当时十三岁，已能射箭，連獲二鹿，睿宗对他感到惊奇，賜他良馬及金吐鶻。